# Heteropterna fenestralis
Heteropterna fenestralis är en tvåvingeart som beskrevs av Loïc Matile 1990. Heteropterna fenestralis ingår i släktet Heteropterna och familjen platthornsmyggor.
Artens utbredningsområde är Sri Lanka. Inga underarter finns listade i Catalogue of Life.